# Miltochrista hemimelaena
Miltochrista hemimelaena är en fjärilsart som beskrevs av De Joannis 1928. Miltochrista hemimelaena ingår i släktet Miltochrista och familjen björnspinnare. Inga underarter finns listade i Catalogue of Life.